# Talonid
Talonid, piętka – powierzchnia korony dolnych zębów trzonowych, występująca po raz pierwszy u pierwszych ssaków łożyskowych, natomiast współcześnie obecna u części owadożernych, nietoperzy oraz naczelnych. Zlokalizowana jest za trigonidem.
U człowieka występuje z trzema podstawowymi guzkami – hypokonidem, entokonidem i hypokonulidem.